# Erich Unglaub
Erich Johann Unglaub (* 2. September 1947 in Friedberg, Bayern) ist ein deutscher Literaturwissenschaftler und Komparatist.

## Leben
Erich Unglaub hat seine biografische Herkunft im alten Österreich. 1946 kam die Familie als Heimatvertriebene nach Bayern. Er besuchte 1953–1957 die Volksschule in Friedberg, danach bis 1966 die Oberrealschule und das Mathematisch-Naturwissenschaftliche Gymnasium der Maristen-Schulbrüder in Mindelheim. Nach dem Dienst bei der Bundeswehr studierte er 1968 bis 1974 an der Ludwig-Maximilians-Universität München die Fächer Deutsch, Geschichte und Sozialkunde mit dem Staatsexamen für das Lehramt an Gymnasien als Abschluss. Das Promotionsstudium mit den Fächern Neuere deutsche Literatur, Ältere deutsche Literatur und Neuere Geschichte wurde 1983 mit einer Dissertation über die Rezeptionsgeschichte des Dichters Jakob Michael Reinhold Lenz abgeschlossen. Betreuer der Arbeit war Prof. Dr. Roger Bauer (Neuere deutsche Literatur, Allgemeine und Vergleichende Literaturwissenschaft) an der Philosophischen Fakultät der Universität in München.
Erich Unglaub war nach Referendariat und 2. Staatsexamen Lehrer am Staatlichen Gymnasium in Friedberg (1980–1995) und Beauftragter des Ministeriums für das Schultheater in Bayern. Gleichzeitig war er ehrenamtlicher Archivpfleger im Landkreis Aichach-Friedberg. Ein Lehrauftrag (1980–1996) im Bereich der Allgemeinen und Vergleichenden Literaturwissenschaft (Komparatistik) am Institut für Deutsche Philologie an der LMU München betraf neben den fachlichen Grundlagen besonders die Beziehungen zur skandinavischen Literatur und zu Bildender Kunst und Theater.
In den Jahren 1984–1986 nahm er ein Lektorat am Institut for germansk filologi an der Universität Aarhus (Dänemark) wahr, 1991 die Vertretung einer Professur für Vergleichende Literaturwissenschaft an der Universität Innsbruck. 1995 erfolgte der Ruf an die Universität Flensburg. Erich Unglaub erhielt die Professur für Deutsche Literatur am (damaligen) Institut für Germanistik, 2001 auf den Lehrstuhl für Deutsche Literatur und ihre Didaktik an der Technischen Universität Carolo Wilhelmina zu Braunschweig. Diese Tätigkeit übte er bis zu seiner Pensionierung 2012 aus. Erich Unglaub ist seit 1987 verheiratet und hat einen Sohn, Julian Unglaub.

## Wirken
Erich Unglaub publizierte etwa 200 Beiträge zur deutschen und europäischen Literatur und Kultur, häufig mit komparatistischen, teilweise auch didaktischen Fragestellungen. Einen Schwerpunkt bilden dabei Forschungen zu deutsch-skandinavischen Literaturbeziehungen sowie Werk und Biografie von Rainer Maria Rilke und Hans Carossa.
Erich Unglaub war 2008–2012 Mitglied im Vorstand des Philosophischen Fakultätentags. Er war 2008–2012 Präsident der Lessing-Akademie Wolfenbüttel und bis 2016 Mitglied des Vorstands sowie in der Jury des Lessing-Preises für Kritik.
Seit 2002 ist er Mitglied des Vorstands der internationalen Rainer-Maria-Rilke-Gesellschaft (Bern), 2014–2021 Präsident, seit 2008 auch Mitherausgeber der Blätter der Rilke-Gesellschaft.

## Schriften (Auswahl)
- Das mit Fingern deutende Publicum. Das Bild des Dichters Jakob Michael Reinhold Lenz in der literarischen Öffentlichkeit 1770–1814. Frankfurt am Main und Bern 1983. Dissertation, München 1982.
- ′Ahnenlehre′ in kritischer Absicht. Hans Carossas autobiographisches Erzählen unter den Bedingungen des Dritten Reichs. Frankfurt am Main, Bern, New York 1985.
- Der edle Wilde im ′Sturm und Drang′. Ein Unterrichtsprojekt. München 1987. In: Manz Unterrichtshilfen Deutsch 2.
- Steigen und Stürzen. Der Mythos von Ikarus. Frankfurt am Main u. a. 2001.
- Rilke-Arbeiten. Frankfurt am Main u. a. 2002.
- Panther und Aschanti. Rilke-Gedichte in kulturwissenschaftlicher Sicht. Frankfurt am Main, Berlin, Bern, Brüssel, New York, Oxford, Wien 2005.
- Brechts Söhne. Topographie, Biographie, Werk. Unglaub, E., Conrad, W., Pinkert, E.-U. In: Center for dansk-tysk kulturtransfer 16. Frankfurt am Main u. a. 2008.
- Rainer Maria Rilke: Briefe an einen jungen Dichter. Mit den Briefen von Franz Xaver Kappus. Hrsg.: Erich Unglaub. Wallstein-Verlag, Göttingen 2019, ISBN 978-3-8353-3425-0.
- Curdin Ebneter, Erich Unglaub (Hrsg.): Erinnerungen an Rainer Maria Rilke. En face –Texte von Augenzeugen. Wädenswil 2022, ISBN 978-3-907142-87-5, S. 1450.